# مردم براهویی
براهویی نام قومی است که در جهان بالغ بر بیشتر از ۱۰ میلیون نفر جمعیت دارند، و عمدتاً در بلوچستانِ پاکستان و ایران زندگی می‌کنند. زبان براهویی متعلق به خانوادهٔ زبان‌های دراویدی است و دین آن‌ها عمدتاً اسلام و مذهب‌شان سنی است.
براهویی‌ها را بازماندهٔ اقوام اولیهٔ ساکن ایران و هند، پیش از آریایی‌ها دانسته‌اند که در هندوستان به دراویدیان شهرت یافتند تقریباً همهٔ محققان، بنابر ویژگی‌های ظاهری و اندامی براهویی‌ها، آن‌ها را غیر بلوچ می‌دانند. زبان براهویی متعلق به خانوادهٔ زبان‌های دراویدی است. این حقیقت که اقوام دیگری که به زبان‌های دراویدی تکلم می‌کنند اکثراً در جنوب هند ساکن‌اند باعث تردید در مورد خاستگاه قوم براهویی شده‌است.
مطابق قدیمی‌ترین برآورد جمعیتی، مردان جنگی قبایل عمدهٔ براهویی حدود ۱۰۳ هزار نفر تخمین زده می‌شدند. در سرشماری ۱۹۰۱ میلادی، جمعیت براهویی‌های قلمرو امارت کلات ۳۰۰ هزار نفر ذکر شده‌است. در منابع به ۸۶۱ هزار تن براهویی‌زبان در کلات و ۱۸ هزار تن در افغانستان اشاره شده‌است. در ۱۳۷۷ خورشیدی جمعیت عشایری کوچندهٔ براهویی در ایران ۳۹۱۷ نفر (۵۸۳ خانوار) بوده‌است.

## نام
اصل و ریشهٔ این نام معلوم است و وجوهی که آورده‌اند، مانند برگرفته شدن آن از ابراهیم، که مورد یقین نیست اما بعلت زیبایی جوانان و افراد این طایفه به بره آهویی که بعد ها به خاطر تغییرات زبانی به براهویی یا براخویی مشخص شد. در سِند، براهویی را عموماً به مردم کوهستان‌های کلات اطلاق می‌کنند و احتمال می‌دهند که از براهو مشتق شده‌است و صورت سیرائیکی (جطکی) ابراهیم است که بر مسلمان بودن آنها در برابر همسایگان جط هندو اشاره دارد. زبان براهویی منشأ دراویدی دارد که ممکن است زبان اقوام بومی ارتفاعات کلات، قبل از ورود ایلات و طوایف براهویی و بلوچ به این سرزمین بوده‌باشد. براهویی‌ها مسلمان و سنی‌مذهب‌اند و برخی از آن‌ها نیز به فرقهٔ ذکری منتسب هستند.

## نژاد
براهویی‌ها را بازماندهٔ اقوام اولیهٔ ساکن ایران و هند، پیش از آریایی‌ها دانسته‌اند که در هندوستان به دراویدیان شهرت یافتند تقریباً همهٔ محققان، بنابر ویژگی‌های ظاهری و اندامی براهویی‌ها، آن‌ها را غیر بلوچ می‌دانند. براهویی‌ها قامتی بلند و صورتی گرد و فربه دارند، در صورتی که بلوچ‌ها کوتاه و لاغر اندام و باریک صورتند. مو و ریش عده‌ای از براهویی‌ها خرمایی، و برخی دیگر سیاه و مجعد است.

## خاستگاه
زبان براهویی متعلق به خانوادهٔ زبان‌های دراویدی است. این حقیقت که اقوام دیگری که به زبان‌های دراویدی تکلم می‌کنند اکثراً در جنوب هند ساکن‌اند باعث تردید در مورد خاستگاه قوم براهویی شده‌است. سه نظریه در مورد خاستگاه قوم براهویی در دنیای آکادمیک وجود دارد. یک نظریه این است که براهویی‌ها یک قوم متعلق به اقوام دراویدی هستند و در زمانی که دیگر اقوام دراویدی پراکنده شده‌بودند، توسط اقوام هندوایرانی‌زبان محاصره شدند. نظریهٔ دیگر این است که آنان در قرون ۱۳و ۱۴ از داخل هند به بلوچستان مهاجرت کرده‌اند، و نظریهٔ سوم این است که براهویی‌ها در سال ۱۰۰۰ پ. م از داخل هند به بلوچستان مهاجرت کردند. عدم وجود هرگونه نفوذ فرهنگ ایرانی (اوستایی) در زبان براهویی این فرضیه را تقویت می‌کند.
در زبان براهویی به‌طور عمده از واژه‌های بلوچی (زبان متعلق به ایران غربی)، سندی و پشتو استفاده شده‌است، با این حال براهویی‌ها همبستگی ژنتیکی بالایی با اقوام دراویدی در نسبت به همسایگان هندوایرانی خود ندارند. پگنی و همکارانش نتیجه می‌گیرند که این نشان می‌دهد که براهویی‌ها اگرچه به زبان دراویدی سخن می‌گویند، اما ژنتیک آن‌ها کاملاً توسط اقوام هندوایرانی‌زبان جایگزین شده‌است.
بنا بر نظر تِیت براهویی‌ها در اصل قسمتی از ایل ماماسنی (یا مَمَسنی) بودند که در جنوب‌شرقی پنجگور در جبیری تمرکز و استقرار داشتند. ماماسنیها که اصالتاً لُر هستند، در بلوچستان به «محمد حسنی» معروف‌اند. از تشابه نام براهویی با بعضی طایفه‌های کُرد ساکن در کلات (محل استقرار اولیهٔ براهویی) مانند برادوست یا براخوی، برخی احتمال داده‌اند که براهویی‌ها اصالتی کرد دارند.
تا چندی پیش حدود ۳۰۰ هزار نفر از طایفهٔ براخوی در اطراف کلات زندگی می‌کردند و حکومت مرکزی بلوچستان در دست یکی از تیره‌های آن به نام کمبرانی (= قنبرانی) قرار داشت. به هنگام تحقیقات دایمز در بلوچستان، یک طایفهٔ مهم از کردها در میان براهویی‌ها می‌زیستند. از این رو، براهویی‌های لس‌بیله را «کُرد - گالی» و زبانشان را کُرد- گال می‌نامیدند.
برخی از محققان براهویی‌ها را در اصل همان طایفهٔ کوفچ یا قُفْص ساکن کوه‌های کرمان دانسته‌اند که به قول مقدسی، زبان‌شان نامفهوم و شبیه زبان اهل سِند بوده‌است.

## جمعیت
مطابق قدیمی‌ترین برآورد جمعیتی، مردان جنگی قبایل عمدهٔ براهویی حدود ۱۰۳ هزار نفر تخمین زده می‌شدند. در سرشماری ۱۳۱۹ قمری/۱۹۰۱ میلادی، جمعیت براهویی‌های قلمرو امارت کلات ۳۰۰ هزار نفر ذکر شده‌است. در منابع به ۸۶۱ هزار تن براهویی‌زبان در کلات و ۱۸ هزار تن در افغانستان اشاره شده‌است. در ۱۳۷۷ خورشیدی جمعیت عشایری کوچندهٔ براهویی در ایران - که عمدتاً در محدودهٔ شهرستان‌های زابل، زاهدان و بیرجند به‌سر می‌برند - ۳۹۱۷ نفر (۵۸۳ خانوار) بوده‌است.

## پراکندگی

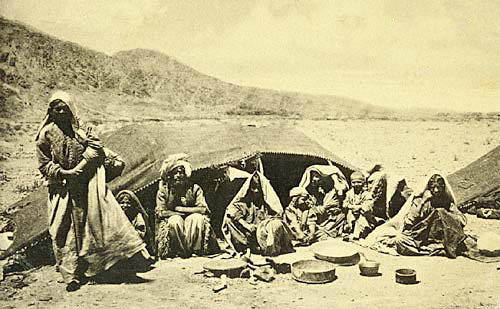
تصویری از سال ۱۹۱۰ میلادی از براهویی‌های کویته در پاکستان.

طوایف براهویی در مناطق زیر سکونت داشتند و برخی هنوز هم ساکن هستند:

### پاکستان
مراکز عمدهٔ براهویی‌ها در بلوچستان و سند، اطراف کویته، کلات، خاران، خُضدار، نوک‌کندی، دالبندین، پنجگور، تربت و لس‌بیله است.

### افغانستان
گروهی از براهویی‌های نیمه‌ساکن در مسیر رود هلمند (هیرمند) از چهار برجک به طرف مشرق تا شُراوَک و نُوشْکی مسکن‌گزیده‌اند. اینان طول سال را در شراوک زندگی‌می‌کنند و شماری از آن‌ها زمستان را در رودبار و هلمند سفلی می‌گذرانند.

### ترکمنستان
اجداد براهویی‌ها در سدهٔ ۱۳ و اوایل سدهٔ ۱۴ قمری به‌همراه بلوچ‌ها و افغان‌ها به این منطقه مهاجرت کرده‌اند و اکنون بیشتر در واحهٔ مرو زندگی می‌کنند.

### ایران
براهویی‌های ایران از حوزهٔ بلوچستان به‌ندرت بیرون رفته‌اند و بیشتر در نواحی سراوان، خاش و سیستان پراکنده بوده‌اند. شهر سراوان در قدیم اردوگاه تابستانی براهویی بوده‌است. گزارش‌های مکتوبی دربارهٔ اقامت براهویی‌ها در سیستان در دست نیست و حتی مؤلف جغرافیای نیمروز که کتاب خود را در ۱۲۸۸ قمری تألیف کرده، و شمار طوایف سیستان را ذکر کرده، از براهویی نام نبرده‌است،که بعلت تعصبات قومی طوایف دیگر بوده تا از قدرت گیری طایفه براهویی جلوگیری نمایند اما ۳ دهه بعد، تیت از حضور دو هزار براهویی در سیستان خبر می‌دهد.
براهویی‌ها پس از مهاجرت به سیستان با طایفهٔ قدرتمند سَرْبَندی (در محل به سرابندی شهرت دارند) که خود را با براهویی‌ها از یک تبار می‌دانستند، متحد شدند. این دو گروه قنبر، بنیان‌گذار حکومت کلات را اولین رئیس خود می‌دانند. براهویی‌های نیمه‌چادرنشین ایران تا چندی پیش در سیستان و خاش و زاهدان و ایرانشهر وتا سرحدات مکران زندگی می‌کردند و تنها معدودی از آنها نزدیک زابلو سیستان اقامت داشتند.
براهویی‌های سیستان به دو گروه یکجانشین و کوچنده تقسیم شده‌اند. گروه‌های یکجانشین بیشتر در نواحی دریاچهٔ هامون، در روستاهای حسین‌آباد، لوتک، ده‌امامی (پشت آب)، ده حاج علیم خان، و در مشرق پَلْگَک زندگی می‌کنند و به کشاورزی اشتغال دارند. گروه‌های دام‌دار و کوچنده در همان ناحیه و در لوتک دشت کبوتران، ورمال، دشت میرآخوری، پوزه عدل شاه، گینَکه، اسبی، اَسَک، ریگاوَک، چاه لشکران، چاه الله داد و شیله استقرار دارند. برخی از براهویی‌ها که در مناطقی مثل ورمال و سوردگال (سوردغال) و اطراف شیله هستند، در تمام فصول در سیاه‌چادر به‌سر می‌برند. براهویی‌های دامدار نزدیک به ۳ ماه از سال، معمولاً از نیمهٔ اسفند به مناطق ییلاقی می‌روند. یک گروه از آن‌ها به خاش و منطقهٔ قطارخنجک و جون‌آباد در دامنهٔ کوه تفتان، و گروه دیگر از مسیر سفیدابه به نواحی ییلاقی بیرجند، مثل حسین‌آباد و سربیشه می‌روند. هر دو گروه تا اواخر اردیبهشت در ییلاق توقف دارند.

## تشکیلات سیاسی و تقسیمات اجتماعی
در میان براهویی‌ها، کوچک‌ترین واحد اجتماعی «شَلْوار» است. اعضای یک شلوار پدرتبار هستند و نیای مشترک دارند. از مجموع چند شلوار، تیره، و از مجموع تیره‌ها، طایفه شکل می‌گیرد. در این جامعهٔ عشایری واحد دیگری به نام «خِیل» وجود دارد که معمولاً از چند شلوار از یک تیره یا طایفهٔ هم‌تبار یا تیره‌ها و طایفه‌های غیرهم تبار شکل می‌یابد. اعضای خیل با یکدیگر رابطهٔ اقتصادی دارند و نه نَسَبی. خیل فقط به هنگام کوچ فصلی و در عرصهٔ کوچ موجودیت خارجی پیدا می‌کند. شمار اعضای خیل در کوچ‌های مختلف معمولاً متفاوت است. یک طایفه به هنگام کوچ ممکن است به چند خیل تقسیم شود. پاتینجر به ۶ طایفهٔ براهویی اشاره می‌کند که هر یک به ۲۰ تا ۳۰ خیل تقسیم می‌شدند.
هر یک از واحدهای اجتماعی براهویی رئیس یا رهبری دارند که در ردهٔ «شلوار» و تیره «ریش‌سفید» یا «کَماش»، و در ردهٔ طایفه «کدخدا» یا «سردار» نامیده می‌شوند. هر خیل نیز تحت رهبری «سَرخیل» اداره می‌شود. رؤسای طایفه‌های براهویی سیستان اعم از اسکان‌یافته یا کوچنده، عنوان کدخدا داشته‌اند که یک درجه پایین‌تر از سردار و عامل ارتباط سردار و طایفه محسوب می‌شده‌اند.
تقسیم‌بندی ایلی در سازمان سیاسی براهویی‌های ساکن در خارج از ایران با براهویی‌های ایران تفاوت دارد. مثلاً در پاکستان کوچک‌ترین واحد اجتماعی هم‌تبار در قبیلهٔ براهویی «پِرا» نام دارد. پس از آن «شلوار» است و از مجموعهٔ چند شلوار «تَهکُر» شکل می‌گیرد که سرپرست آن از بین کماش‌ها (ریش‌سفیدان شلوارها) انتخاب و «تَهکُری» یا «میر» نامیده می‌شود. از مجموع چند «تهکر» قبیله شکل می‌گیرد و رئیس آن از بین شایسته‌ترین «تهکُری‌ها» به‌عنوان «سردار» انتخاب می‌شود.

## تیره‌های براهویی
براهویی‌های کنونی ایران یک طایفهٔ بزرگ متشکل از چند تیره را تشکیل می‌دهند که عمدتاً در سیستان زندگی می‌کنند. مهم‌ترین و پرجمعیت‌ترین تیره‌های براهویی ایران زیرکاری است که بیشتر دام‌دارند و در بلوچستان ایران زندگی میکنند. شاخه‌های رهبری بزرگْ طایفهٔ براهویی نیز از این تیره برمی‌خاستند. تیره‌های یاگی‌زیی (یاغی‌زیی)، موسی‌زیی، جنگی زیی، عیسی زیی،عیدوزهی مستان زیی، رحمت‌زهی وپیری(پیرزهی)و شاهی زیی نیز از تیره‌های دیگر براهویی هستند.
الفنباین این تیره‌ها را با عنوان طایفه در فهرست طوایف براهویی آورده‌است. این تیره‌ها معمولاً پدر تبار هستند و پسوند «زَیی» (به صورت زهی و زایی هم تلفظ می‌شود) نشان از هم‌تباری اعضای هر تیره دارد. این پسوند معمولاً از نسل سوم به دنبالهٔ نام افرادی که تیره به او منسوب می‌گردد، افزوده می‌شود. پرسن در شرح طایفهٔ ماریِ (ماریها به هنگام اقتدار براهویی‌های کلات از بلوچ‌ها جدا شدند و به آن‌ها پیوستند) پاکستان از پسوند اِنی و اَنی به عنوان نسل و فرزندان هم نام می‌برد که پیش از تداول پسوند زیی به دنبال نام افراد افزوده می‌شده‌است. به گفتهٔ پاستنر طوایف براهویی مکران نام و هویت خود را از نام جد خود که غالباً با پسوند زیی همراه است، می‌گیرند، مانند عمر زیی یا محمود زیی؛ برخی نیز مانند محمود حسنی برآنند که نام خود را از نام محل اقامت یا سردار بزرگ طایفه‌شان گرفته‌اند. با این حال تیره‌هایی هستند که خود را براهویی می‌دانند، ولی با براهویی از یک‌تبار نیستند و در حقیقت وابسته به آن‌ها محسوب می‌شوند، مثل لوارزیی که منسوب به براهویی‌اند. در پاکستان به چنین طوایف وابسته‌ای «پلّو شریک» یا «پلّوی» می‌گویند. اگر رؤسای این طوایف در یک منطقه می‌زیستند، «هم پلّه» محسوب می‌شدند که در غم و شادی هم شریک بودند. در سیستان به چنین رابطه‌ای اصطلاحاً «مرگ و زِند» می‌گویند، مثلاً بارانی‌ها با براهویی‌ها «مرگ و زند» دارند، یعنی در مراسم غم و شادی یکدیگر شرکت می‌کنند.
به نظر الفنباین، اصطلاح «طایفهٔ براهویی» بیشتر مفهوم یک موجودیت سیاسی را به ذهن می‌آورد، تا موجودیت قومی. طایفهٔ براهویی ترکیب شکننده‌ای از گروه‌بندی خانواده‌هایی است که به سبب منافع متقابل مانند حقوق چرا، مالکیت گله و گاو و بستگی‌های خونی (که کمتر از موارد دیگر اهمیت دارد) به یکدیگر می‌پیوندند. به‌طور کلی ضوابط بنیادی در پیوستگی طایفه‌های براهویی بر نسب پدر تباری و پیمان سیاسی نهاده شده‌است. بنابر تحقیقات الفنباین، براهویی‌های ایران، افغانستان و پاکستان از ۲۷ طایفه ترکیب یافته‌است که ۸ طایفهٔ آن اصلی، و بقیه طوایف وابسته هستند. بزرگ‌ترین طایفه از طوایف وابسته، مِنْگل بوده‌است که با طایفه‌های‌بِنْگلزیی، بیزَنْجو و مَهْمَسانی (محمدحسنی، احتمالاً ممسنی) بیش از ۸۰٪ جمعیت این گروه را تشکیل می‌دهند. تقریباً ۸۰٪ از جمعیت طوایف اصلی به طایفه‌های قلندرانی، میرواری، قنبرانی و سومالانی متعلق بوده‌اند. الفنباین فهرستی از ۲۷ طایفهٔ براهویی را همراه با محل سکنای آن‌ها در کشورهای مختلف و زبان هر طایفه براساس صورت رسمی متعلق به میراحمدیار، آخرین خان کلات به دست داده‌است.

## پیشینهٔ تاریخی
براهویی‌ها در دوره‌ای نسبتاً طولانی - از اواخر دورهٔ صفوی تا اواخر دورهٔ قاجار - یکی از قدرتمندترین گروه‌های حکومت‌گر بلوچستان بوده‌اند. آنان در زمان نادرشاه با تشکیل اتحادیه‌ای از طوایف مختلف، حکومت قسمت عمدهٔ بلوچستان را در دست گرفتند و قدرت بسیار یافتند. در زمان سلطنت شاه‌جهان تیموری حکومتی منسجم و قوی با عنوان خان‌نشین کلات ظهور کرد که اقتدار آن برپایهٔ نظام پیچیدهٔ اتحادیهٔ براهویی (شامل طایفه‌های قمبرانی یا قنبرانی، میرواری، ایلتازیی) و بلوچهای رَند و لاشاری و دهواری‌های کشاورز استوار بود. نخستین رهبر این حکومت شخصی به نام میرواری میراحمدخان یکم بود که قلمرو خود را گسترش داد و به خودمختاری دست یافت. جانشین او میرعبدالله‌خان بر وسعت قلمرو و تثبیت نفوذ براهویی‌ها افزود.
پاتینجر مؤسس دولت براهویی را قنبر، نیای طایفه یا تیرهٔ قنبرانی می‌داند و سایکس قنبر را سرکردهٔ شبانان براهویی دانسته که در اواسط سدهٔ ۱۷ میلادی، به دعوت یکی از راجه‌های هندوستان با افاغنهٔ مهاجم به بلوچستان جنگیدند و پس از شکست افغان‌ها بر منطقه تسلط یافتند و حتی راجه را از حکومت برداشتند و خود مستقلاً زمام امور را در دست گرفتند. مقارن لشکرکشی‌های نادرشاه، عبدالله خان نوادهٔ قنبر در کلات حکومت داشت. نادر حکومت او، و سپس حکومت پسر او نصیر یا ناصرخان را تأیید کرد و به او لقب بیگلربیگی داد. با این‌همه، او بعد از مرگ نادر ادعای استقلال کرد و با احمدخان درّانی حاکم افغانستان به جنگ برخاست، ولی توفیق نیافت و بعد از او محمودخان و سپس مهراب خان حاکم شدند. مهراب خان نخست با نمایندهٔ انگلیس قرارداد همکاری بست، ولی پس از مدتی از تعهد شانه خالی کرد و از کسانی بود که با نیروهایش در ۱۲۵۴ قمری/۱۸۳۹ میلادی در گردنهٔ بولان، همراه با افغانان از پیشروی ارتش انگلیس جلوگیری کرد. انگلیسی‌ها اردویی برای تنبیه او به کلات فرستادند و در جنگی که بین آن‌ها درگرفت، مهراب خان با اتباعش کشته شدند و کلات به تصرف قوای انگلیس درآمد. انگلیسی‌ها ناصرخان دوم را جانشین او کردند و یک نفر انگلیسی را به عنوان مشاور او در نظر گرفتند. وقتی در ۱۲۷۲ قمری/۱۸۵۶ میلادی بین دو کشور ایران و انگلیس جنگ درگرفت، مشاور انگلیسی او به مأموریت بوشهر رفت و ناصرخان توسط مخالفانش مسموم شد و خدادادخان جای او را گرفت. او نیز با انگلیس پیمان مودت بست و ۲۰ سال بر ناحیه‌ای که تا بمپور امتداد داشت، فرمانروایی کرد، تا آنکه بلوچستان تجزیه شد و دولت بریتانیا کلات را جزو امپراتوری هند درآورد و قسمتی از بلوچستان به پاکستان ملحق شد.